# Zonnehoningzuiger
De zonnehoningzuiger (Cinnyris solaris; synoniem: Nectarinia solaris) is een zangvogel uit de familie Nectariniidae (honingzuigers).

## Verspreiding en leefgebied
Deze soort is endemisch op de Kleine Soenda-eilanden en telt 2 ondersoorten:
- C. s. exquisitus: de westelijke en centrale Kleine Soenda-eilanden.
- C. s. solaris: Wetar (de noordelijk-centrale Kleine Soenda-eilanden).